# Euphyia stereozona
Euphyia stereozona är en fjärilsart som beskrevs av Edward Meyrick 1891. Euphyia stereozona ingår i släktet Euphyia och familjen mätare. Inga underarter finns listade i Catalogue of Life.